# Whakapapa
Whakapapa, o genealogía, es un principio fundamental que permea a la totalidad del pueblo maorí. Sin embargo, es más que un  'dispositivo' genealógico. De hecho, es un paradigma del discurso cultural y proporciona la base para establecer, mejorar, e incluso desafiar las relaciones entre los individuos, whanau (familias), hapu (entidades tribales locales) e iwi (los órganos regionales de la tribu).

## Declaración de identidad
La recitación del whakapapa es un elemento crítico en el establecimiento de la identidad - y la frase "Ko [ingrese el nombre] au" (Yo soy [ingrese el nombre] ') es, de hecho, la declaración personal que incorpora (por implicación) de más de 25 generaciones de patrimonio. Los expertos en whakapapa son capaces de rastrear y recitar un linaje no sólo a través de las muchas generaciones en un sentido lineal, sino también entre las generaciones de este tipo en un sentido transversal.

## Enlace con ascendencia
Algunos estudiosos han equiparado este tipo de "actividad" genealógica a la adoración de los antepasados. La mayoría de los maoríes es probable que atribuyan esta reverencia a los antepasados. Las tribus y subtribus llevan en su mayoría el nombre de un antepasado (ya sea masculino o femenino): por ejemplo, (Ngati Kahungunu) medio 'los descendientes de  Kahungunu ' (un jefe famoso que vivió en lo que ahora se llama la región de Hawke Bay).

## Asociación de palabras
Muchos términos fisiológicos poseen una 'naturaleza' genealógica. Por ejemplo los 'iwi', 'hapu', y 'whanau' (como se señaló anteriormente) también se pueden traducir sucesivamente como 'huesos', 'embarazada', y 'dar a luz'. El ganador del premio autor maorí, Keri Hulme, llamó a su novela más conocida El pueblo hueso: un título relacionado directamente con el doble significado de la palabra "iwi" tanto como 'hueso' y como '[tribu]' el pueblo.
La mayoría de las oraciones (o whaikorero) comienzan con la expresión "nasal" - Tihei Mauriora! Que significa 'estornudo de la vida'. En efecto, el orador (cuyo 'estornudo' nos hace recordar de cuando un recién nacido hace esfuerzo por respirar por primera vez) anuncia que su discurso ha comenzado y que su garganta se encuentra libre para dar su oración.

## Whakapapa y su papel en el sistema de salud mental
Whakapapa se define como la "descendencia genealógica de todas las cosas vivientes de los dioses hasta la actualidad" (p. 173). Dado que todos los seres vivos, incluyendo rocas y montañas. Se cree que poseen whakapapa, se define además como "una base para la organización del conocimiento en el respeto de la creación y desarrollo de todas las cosas" (p. 173) (referencia 1).
Por lo tanto, whakapapa también implica una profunda conexión con la tierra y las raíces de su ascendencia. Con el fin de trazar una de whakapapa es esencial para identificar la ubicación en la propia herencia ancestral comenzó, "no se puede remontar más lejos
". "Whakapapa enlaza a todas las personas de vuelta a la tierra y el mar y el cielo y el universo exterior, por lo tanto, las obligaciones de whanaungatanga se extienden hasta el mundo físico y todo el ser en él"(p. 14).
Mientras que algunas organizaciones de salud de la familia y la comunidad puede requerir detalles de whakapapa como parte de la evaluación del cliente, por lo general es mejor si whakapapa se da a conocer voluntariamente por whanau, si se sienten cómodos con ésta (referencia 2).
Por lo general, los detalles de whakapapa un cliente no se requiere ya que se puede obtener suficiente información a través de su identificación iwi. Casos en los que whakapapa pueden requerir, figuran los casos de adopción o situaciones donde la información whakapapa pueden ser de beneficio para la salud del cliente y el bienestar.
Whakapapa también se cree para determinar tapu intrínseca de un individuo (referencia 2). "Compartir whakapapa permite la identificación de las obligaciones ... y ganarse la confianza de los participantes" (p. 31). (referencia 2). Además desde el whakapapa se cree que está "inextricablemente ligada a la física gen" (p. 32) (referencia 2) conceptos de tapu se aplicaría. Por lo tanto, es esencial para asegurar que los protocolos apropiados culturales se cumplan.
El uso indebido de esa información privada y privilegiada es de gran preocupación para los maoríes (referencia 2). Si bien la información whakapapa puede ser revelada a un kaimatai hinengaro en la confianza, esta información puede ser almacenada en bases de datos que puede ser accedida por otros. Mientras que la mayoría de los profesionales de la salud están adoptando los avances tecnológicos de almacenamiento de datos, esto puede ser un área de investigación más a fondo para que la información confidencial relacionada con whakapapa de un cliente no pueda ser revelada a terceros.
Adicionalmente, puede ser beneficioso para averiguar si el cliente es cómodo con información whakapapa siendo almacenados en formas que tienen el potencial de ser revelada a otros. Para combatir estos problemas, un Código de los maoríes de ética ha sugerido (referencia 2).
Un código de ética de los maoríes pueden prevenir "el mal manejo o manipulación de la información o los informantes"(p. 30).

## Deporte

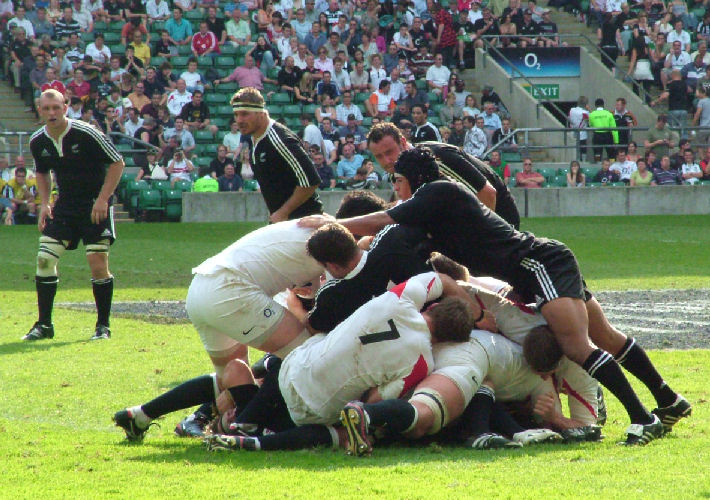
Nueva Zelanda Maorí (en negro) jugando ante Inglaterra Saxons en el 2007 Churchill Cup. Ahora los jugadores tienen que tener su whakapapa verificada.

Aunque no se aplican rigurosamente en el pasado, la gente tiene que demostrar whakapaka para convertirse en miembros de la comunidad internacional e integrar las selecciones deportivas de New Zealand Māori (rugby union), New Zealand Māori (rugby league) y New Zealand Māori (críquet).